# Замок Вердала
Палац Вердала — офіційна літня резиденція президента Мальти Джорджа Велли, розташована в муніципалітеті Дінжлі на південному заході острова.

## Опис
Назва дана на честь Великого магістра Мальтійського ордена Гуго Лубена де Вердаля. Палац розташований в одній із найзеленіших місцевостей Мальти, яка відома як Сади Бускетта. Дана паркова зона, що утворена з листяних, хвойних, фруктових дерев тощо, є унікальною та входить до складу важливих орнітологічних територій.
Сади є одним із небагатьох місць на острові зі стічною водою завдяки каналу-струмку, річище якого розташоване у скелях Дінжлі на південь від них. Палац, як правило, закритий для громадськості, за винятком щорічного Балу серпневого місяця.
Палац було збудовано за проєктом Джироламо Кассаром. Будівлі цього відомого для Мальти архітектора епохи Відродження також прикрашають столицю Валлетту.
Палац за планом досить простий: має чотирикутну структуру, довжина кожної стіни складає близько 30 м, загальна площа приміщень  двоповерхової споруди складає близько 1800 м². По кутах будівлі розташовуються чотири вежі, побудовані формально для захисту від можливих нападів османів, але насправді вони декоративні та не мають стратегічного значення. Будинок збудовано таким чином, щоб сонячне світло падало на палац упродовж усього дня. З даху будівлі відкривається панорамний вид на острів. Палац оточений сухим ровом. На вході встановлено мармуровий бюст Великого магістра де Вердала. Відвідувачі потрапляють у невелике квадратне фоє, що веде до прямокутної зали з високою стелею. Інтер'єр прикрашений фресками кінця XVI століття, що являє собою сцени з життя Вердала, із зображенням восьми міфологічних фігур і двох алегорій. По обидва боки між фоє та їдальнею розташовані три квадратні приміщення, в одному з яких влаштовані гвинтові сходи для підйому на другий поверх; довжина і ширина цих приміщень складає близько 10 м. На другому поверсі є низка елементів бароккового стилю, в тому числі балкони, перила покрівельного огородження та невеликі колони між вікнами. Другий поверх був добудований пізніше. На підлозі другого поверху є дві шахові дошки, вигравірувані на кам'яній підлозі. Як зазначається, вони були зроблені французькими військовополоненими. [джерело?]
Чотири вежі діляться на невеликі кімнати, в тому числі кімната тортур часів панування на острові мальтійських лицарів.

## Історія
У 1557 році, Великим магістром Жаном де ла Валетта тут був влаштований невеликий мисливський будиночок, і місце для будівництва палацу було вибрано саме через захоплення лицарів полюванням. Перше розпорядження Гуго Лубена де Вердала щодо будівлі замку було в 1586 році. Почалося будівництво приблизно в 1582 році в північно-східній частині Бускеттського лісу. 
Мальта була окупована французами у 1798 році. Протягом двох років Британська армія за підтримки місцевих жителів завдала значного удару ворогам, поступово витіснивши їх з острова. В 1798–1800 роках французьких військовополонених тримали тут у в’язниці.
Згодом палац був переоснащений британцями у фабрику з виробництва шовку. Поступово він почав занепадати, але в середині століття був реконструйований і в 1858 році став офіційною літньою резиденцією британських губернаторів.
З початком Другої світової війни в будинку зберігалися твори мистецтва, евакуйовані з Валлетти — адміністративного центру колонії. У 1982 році була проведена чергова реконструкція будівлі, після чого високоповажні гості, які відвідували на той час вже незалежною державу Мальту, могли тут зупинятися. З 1987 року палац є офіційною літньою резиденцією президента Мальти.

## Галерея

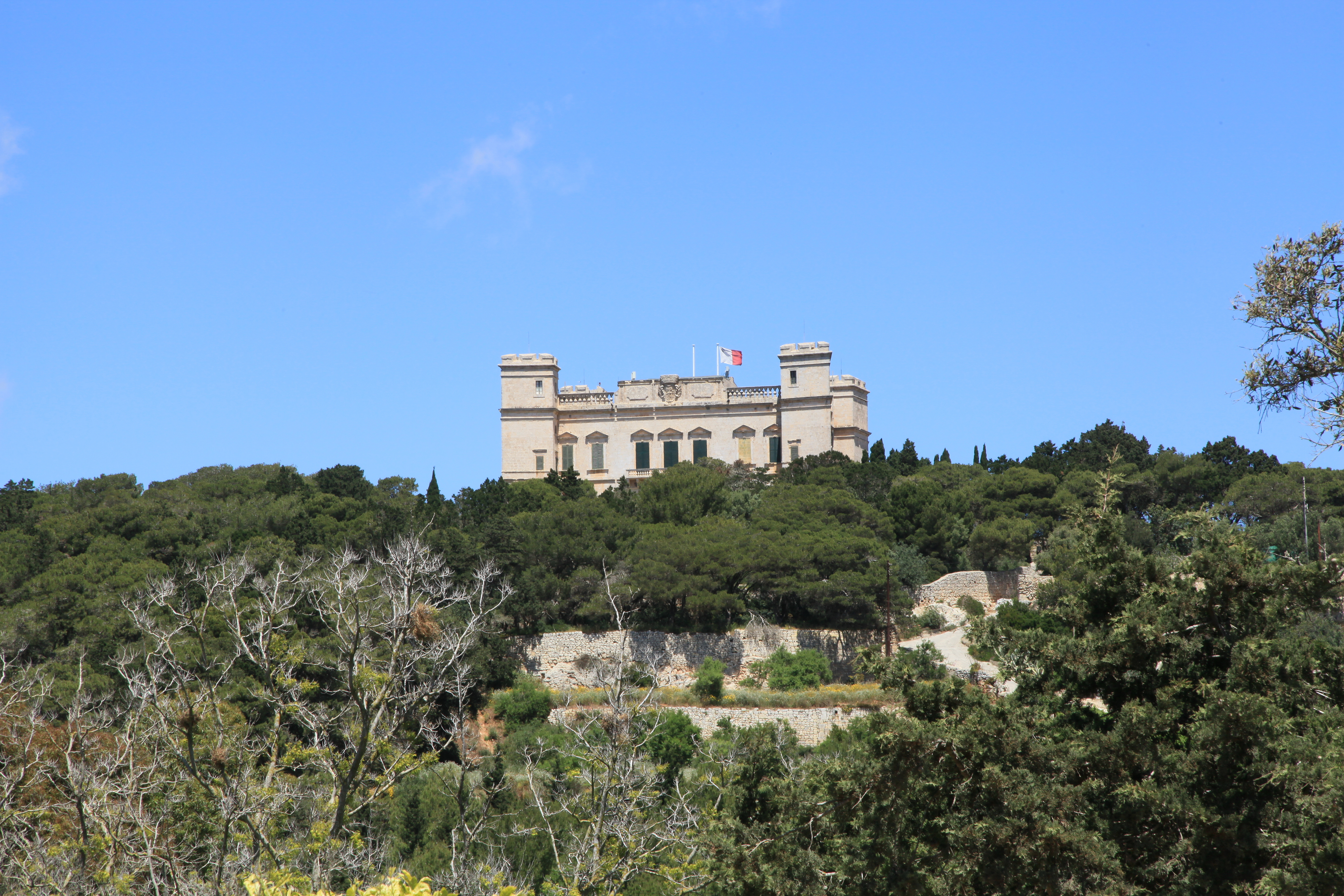
Вид на Замок Вердаля зі садами Бускета
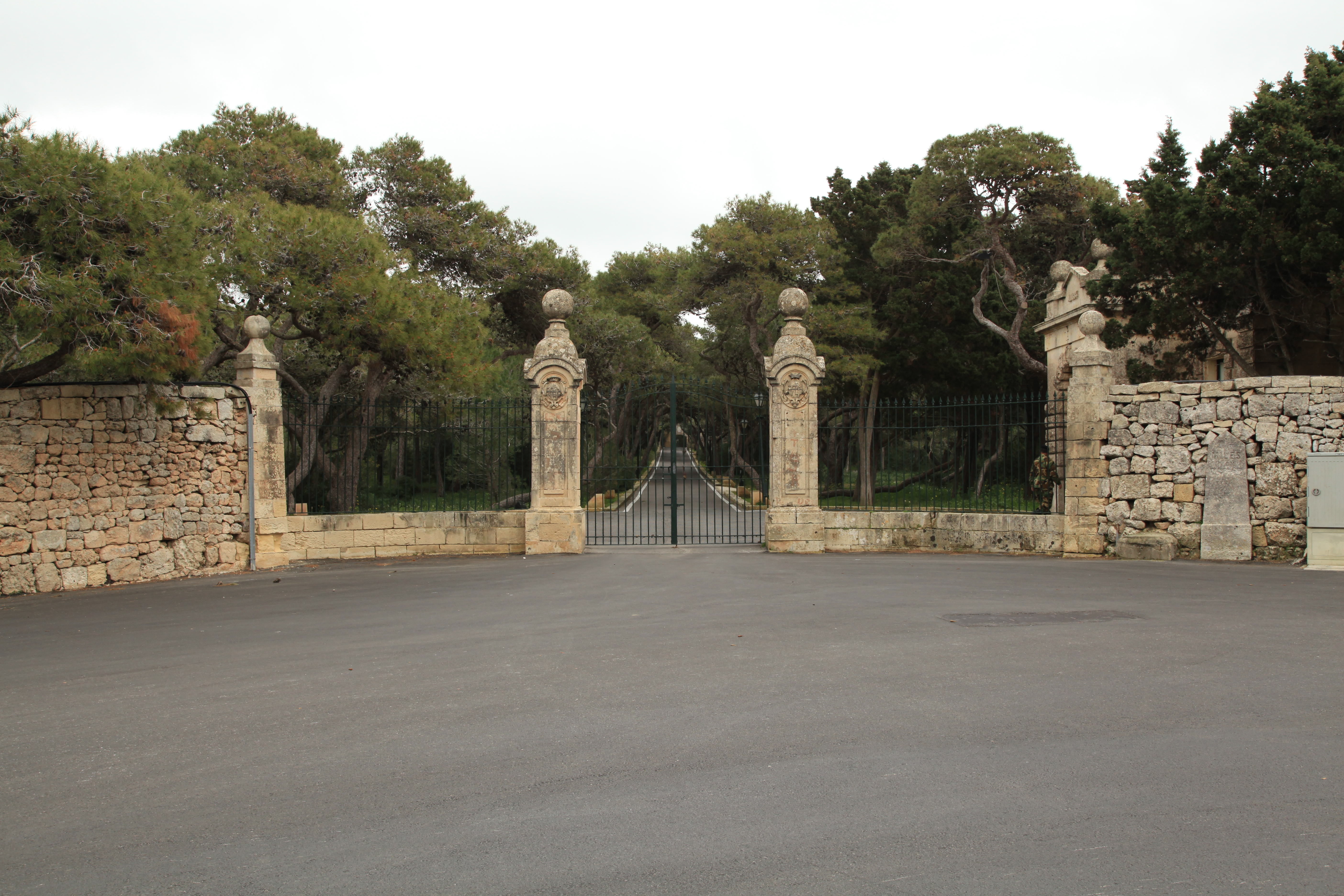
Ворота в замок
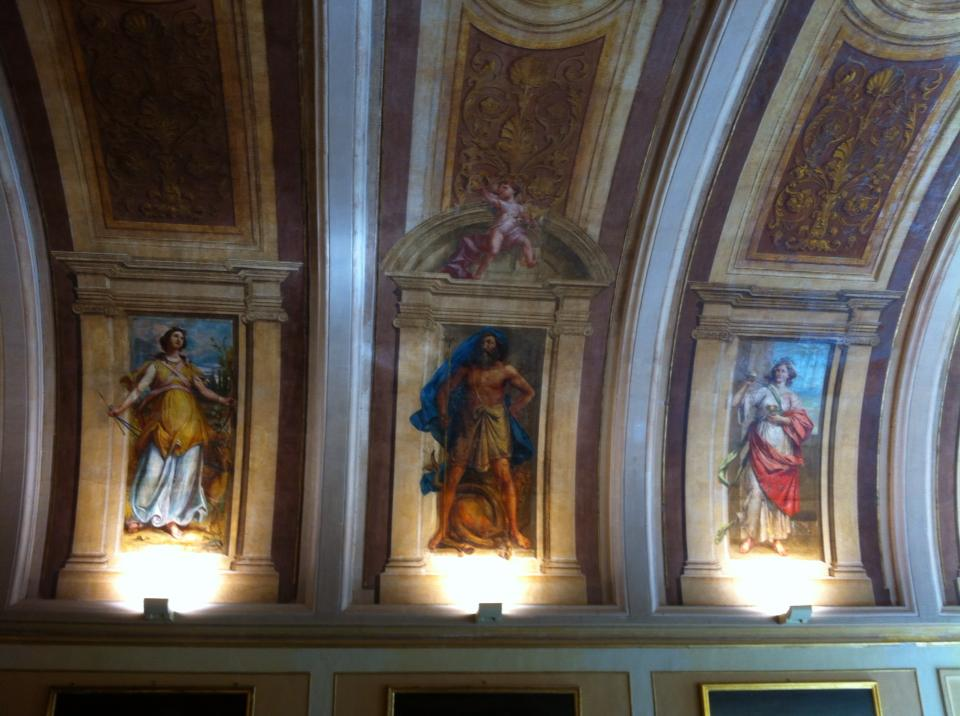
Стеля їдальні
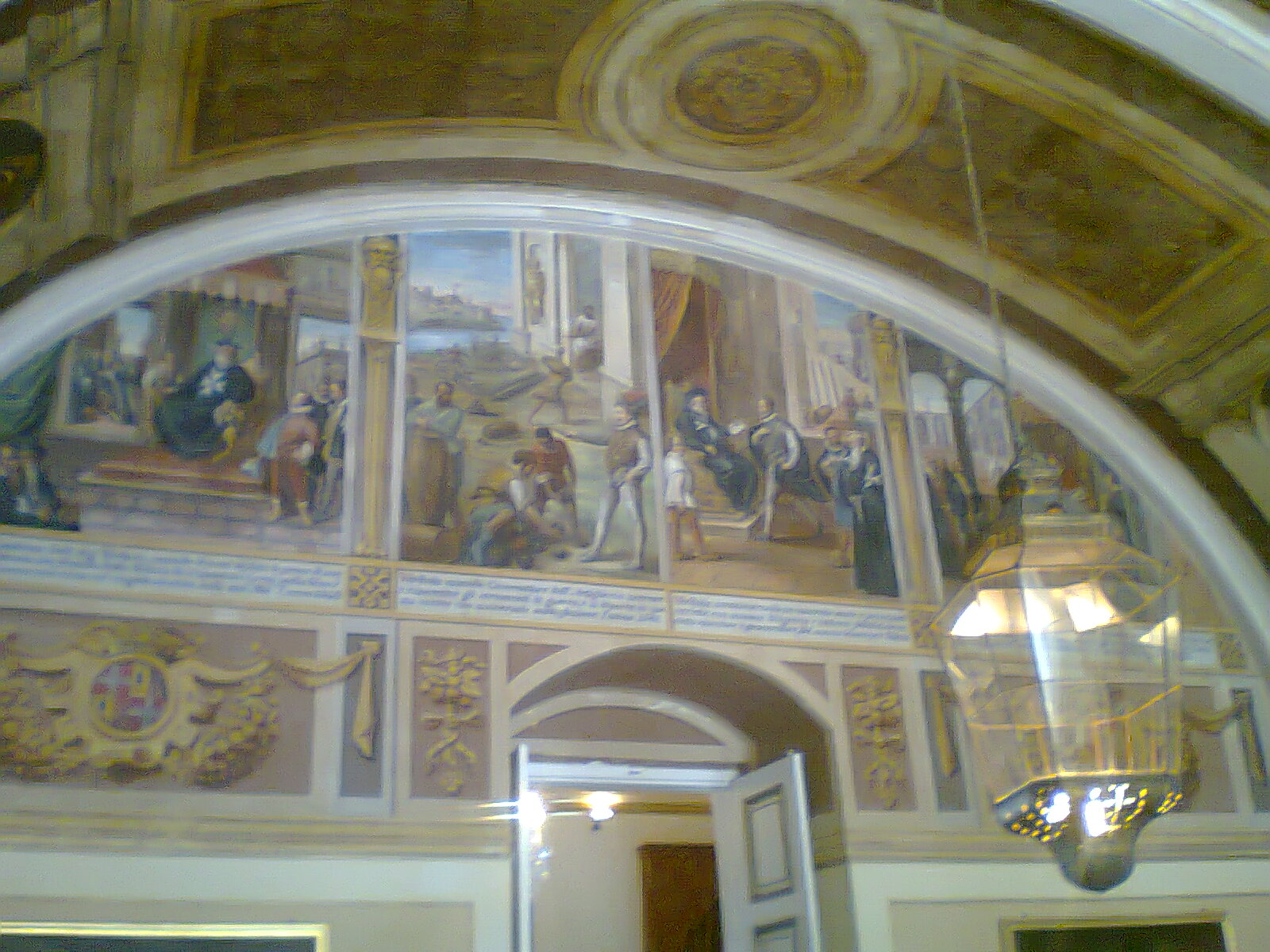
Замкові фрески
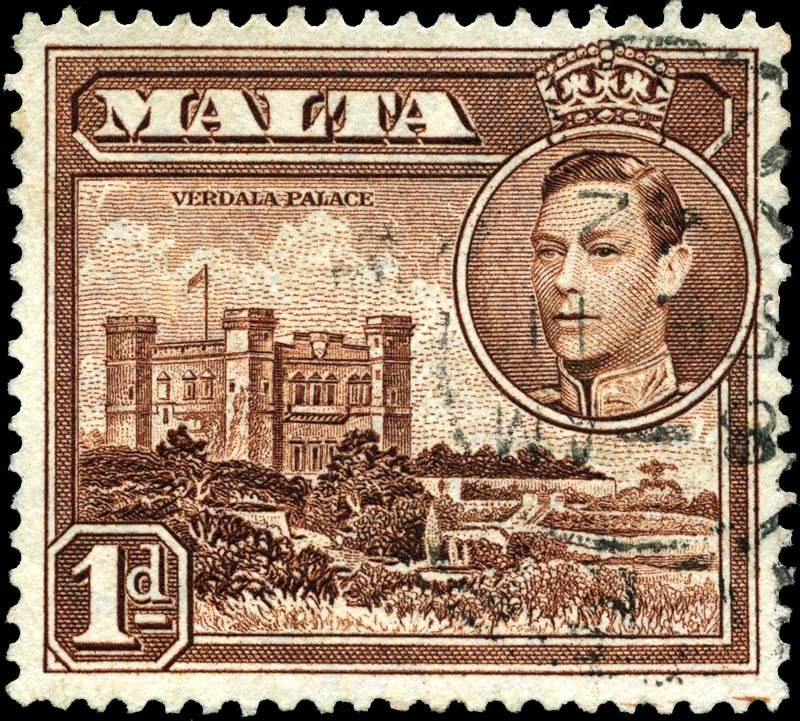
Замок Вердаля на поштовій марці 1938 року